# اچ‌ام‌اس روبی (۱۶۵۲)
اچ‌ام‌اس روبی (۱۶۵۲) (به انگلیسی: HMS Ruby (1652)) یک کشتی است که طول آن ۱۲۵ فوت ۶ اینچ (۳۸٫۳ متر) می‌باشد.